# Instituto de Estudos de Segurança da União Europeia

Logo.

O Instituto de Estudos de Segurança da União Europeia (sigla: IESUE) é um organismo da União Europeia que tem por objectivo contribuir para a criação de uma cultura de segurança na Europa, enriquecer o debate estratégico e promover sistematicamente os interesses relativos à segurança da União. A sua sede localiza-se em Paris, na França.